# Prix Média Enfance Majuscule
Le Prix Média Enfance Majuscule est un prix organisé par l'association Enfance Majuscule depuis 2013. Il récompense les émissions diffusées sur les chaînes françaises en rapport avec l'enfance et ses droits. C'est le seul prix en France qui récompense la production télévisuelle autour de la protection de l'enfance. 

## Objectifs
Le Prix Média a pour objectif de mettre en avant des créations télévisuelles qui proposent un éclairage sur des situations où les droits de l'enfant sont bafoués, ou sur une problématique liée à la protection de l'enfance. L'image permet de sensibiliser, et peut-être de "changer le monde", comme l'affirme Patricia Chalon, présidente d'Enfance Majuscule. 
Les différentes thématiques abordées sont nombreuses : travail des enfants, questions de genre, pédophilie, enfants soldats, l'enfant et la guerre, les enfants réfugiés, la pauvreté, les droits de l'enfant, l'éducation, la maltraitance. 

## Organisation

### L'association Enfance Majuscule
Enfance Majuscule est une association agissant dans le domaine de la protection de l'enfance qui a repris, en 2013, l'organisation du Prix Média, précédemment organisé par la Fondation pour l'Enfance. La remise du Prix Média s'additionne à des actions plus concrètes en faveur de l'enfant tel que de la prévention et de l'assistance.

### Le jury du Prix Média
Le jury du Prix Média est désigné par l'association, il est pluridisciplinaire et en fonction des compétences à traiter les thématiques abordées dans les films sélectionnés : professionnels de l'enfance (psychologues, assistants sociaux, membres d'association de protection de l'enfance), journalistes, producteurs et réalisateurs. 
Parmi les anciens jurés, on retrouve notamment les journalistes Daniel Grandclément, Véronique Mounier et Patrice Romedenne, l'avocate Agnès Fichot ou encore Jean-Pierre Rosenczveig, magistrat et ancien président du tribunal pour enfants de Bobigny.  

### La remise du Prix Média
La remise du Prix Média se déroule tous les ans au mois de juin au cours d'une soirée animée par Michel Cymès, Boris Cyrulnik et Patricia Chalon, présidente de l'association Enfance Majuscule. 

## Catégories récompensées
Le Prix Média récompense les émissions télévisées dans 4 catégories : 
- prix Fiction ;
- prix Jeunesse ;
- prix du Documentaire tourné en France ;
- prix du Documentaire tourné à l'étranger.

À titre exceptionnel, le Prix Simone Chalon de la personnalité remarquable est attribué par le jury afin de saluer l'engagement d'une personne pour l'enfance en danger. Ce prix a été remis à deux reprises à Marguerite Barankitse en 2015 et Daniel Grandclément en 2017.

### Anciens lauréats
Parmi les anciens lauréats, on peut noter : 
- Edwin Baily et Thierry Debroux ;
- Franck Salomé, Nicolas Sedel et Fernando Worcel pour "Cécile et Kevin" (TF1) ;
- Daniel Grandclément pour "Les enfants du diable" et "Les enfants du port" (France Ô).